# Copa América 1923
Copa América 1923 – siódme mistrzostwa kontynentu południowoamerykańskiego, odbyły się w dniach 29 października – 2 grudnia 1923 roku po raz drugi (po Copa América 1917) w Urugwaju. Chile wycofało się, więc grały tylko cztery reprezentacje. Grano systemem każdy, z każdym, a o zwycięstwie w turnieju decydowała końcowa tabela. Turniej ten stanowił jednocześnie kontynentalne kwalifikacje do Igrzysk Olimpijskich w Paryżu 1924.

## Uczestnicy

### Argentyna
| Zawodnik                 | Klub                            |
| ------------------------ | ------------------------------- |
| Vicente Aguirre          | Central Córdoba Rosario         |
| Ludovico Bidoglio        | Boca Juniors                    |
| Federico Cancino         | CA Alvear                       |
| Antonio De Miguel        | Tiro Federal Rosario            |
| Juan Carlos Iribarren    | Argentinos Juniors Buenos Aires |
| Adán Loizo               | CA Huracán                      |
| Ángel Segundo Médici     | Boca Juniors                    |
| Cesáreo Juan Onzari      | CA Huracán                      |
| Blas Saruppo             | Sportivo Barracas Buenos Aires  |
| Emilio Solari            | Nueva Chicago Buenos Aires      |
| Américo Miguel Tesoriere | Boca Juniors                    |
| Luis Vaccaro             | Argentinos Juniors Buenos Aires |
| Trener: Ángel Vázquez    |                                 |

### Brazylia
| Zawodnik                        | Klub                         |
| ------------------------------- | ---------------------------- |
| ALEMĀO – Sylvio Serpa           | Botafogo FR                  |
| AMARO Silveira                  | Goytacaz FC                  |
| José Manuel Ferreira COELHO     | Fluminense FC                |
| DINO I – Antonio Dino Galvão    | CR Flamengo                  |
| MÁRIO SEIXAS                    | Americano FC                 |
| MICA – Alfredo Pereira de Mello | Botafogo Salvador            |
| NÉLSON Conceição                | CR Vasco da Gama             |
| Luiz Ferreira NESI              | São Cristóvão Rio de Janeiro |
| NILO Braga                      | Brasil Rio de Janeiro        |
| PASCHOAL Silva                  | CR Vasco da Gama             |
| Orlando PENNAFORTE de Araujo    | CR Flamengo                  |
| SODA – Cleobulo Faría           | Americano FC                 |
| TORTEROLI – Nicomedes Conceiçăo | CR Vasco da Gama             |
| ZEZÉ I – José Guimarăes         | Fluminense FC                |
| Trener: Chico Netto             |                              |

### Paragwaj
| Zawodnik                | Klub          |
| ----------------------- | ------------- |
| Luciano Capdevila       | Cerro Porteño |
| Roque Centurión Miranda | Club Guaraní  |
| Modesto Denis           | Club Nacional |
| Eusebio Díaz            | Club Guaraní  |
| Carlos Elizeche         | Atlántida SC  |
| Luis Fretes             | Club Guaraní  |
| Segundo Gorostiaga      | Club Libertad |
| Ildefonso López         | Club Guaraní  |
| Oscar López             | ?             |
| César Mena Porta        | Club Olimpia  |
| Alejandro Miranda       | Club Guaraní  |
| Gaspar Nessi            | Club Libertad |
| Venancio Paredes        | Club Guaraní  |
| Manuel Recalde          | Club Libertad |
| Gerardo Rivas           | Club Libertad |
| Agustín Zelada          | ?             |

### Urugwaj
| Zawodnik                  | Klub                      |
| ------------------------- | ------------------------- |
| José Leandro Andrade      | CA Bella Vista            |
| Pedro Casella             | Belgrano Montevideo       |
| José Pedro Cea            | Lito Montevideo           |
| Pedro Domingo Etchegoyen  | Liverpool Montevideo      |
| Alfredo Juan Ghierra      | Universal Montevideo      |
| Andrés Mazali             | Club Nacional de Football |
| José Nasazzi              | CA Bella Vista            |
| Ladislao Pérez            | Montevideo Wanderers      |
| Pedro Petrone             | Charley Montevideo        |
| Ángel Romano              | Club Nacional de Football |
| Héctor Pedro Scarone      | Club Nacional de Football |
| Pascual Somma             | Club Nacional de Football |
| Humberto Tomassina        | Liverpool Montevideo      |
| Santos Urdinarán          | Club Nacional de Football |
| Fermín Uriarte            | Lito Montevideo           |
| José Vidal                | Belgrano Montevideo       |
| Pedro Zingone             | Lito Montevideo           |
| Trener: Leonardo De Lucca |                           |

## Mecze

### Argentyna–Paragwaj
| ARGENTYNA – PARAGWAJ 4:3 (1:1)                                                                                       |
| --- |
| 29 października 1923, Montevideo, Stadion das Parque Central (widzów 20 000)                                         |
| Sędzia: Angel Minoli                                                                                                 |
| ARGENTYNA: Tesoriere – Bidoglio, Iribarren – Médici, Vaccaro, Solari – Loizo, De Miguel, Saruppo, Aguirre, Onzari    |
| PARAGWAJ: Denis – Mena Porta, Paredes – Centurión Miranda, Díaz, Capdevila – Miranda, Zelada, I.López, Rivas, Fretes |
| Bramki: 0:1 Rivas, 1:1 Saruppo 18, 1:2 Zelada, 2:2 Aguirre 58, 2:3 Fretes, 3:3 Aguirre 77, 4:3 Aguirre 86            |

### Urugwaj–Paragwaj
| URUGWAJ – PARAGWAJ 2:0 (1:0)                                                                                            |
| --- |
| 4 listopada 1923, Montevideo, Stadion das Parque Central (widzów 20 000)                                                |
| Sędzia: Servando Pérez ARG ( Couy, Juan Pedro Barbera)                                                                  |
| URUGWAJ: Casella – Nasazzi, Uriarte – Andrade, Vidal, Ghierra – Pérez, Scarone, Cea, Petrone, Somma                     |
| PARAGWAJ: Recalde – Mena Porta, Paredes – Centurión Miranda, Díaz, Capdevila – Elizeche, Zelada, I.López, Rivas, Fretes |
| Bramki: 1:0 Scarone 11, 2:0 Petrone 88                                                                                  |

### Paragwaj–Brazylia
| PARAGWAJ – BRAZYLIA 1:0 (0:0)                                                                                      |
| --- |
| 11 listopada 1923, Montevideo, Stadion das Parque Central (widzów 15 000)                                          |
| Sędzia: Servando Pérez                                                                                             |
| PARAGWAJ: Denis – Gorostiaga, Nessi – Centurión Miranda, Díaz, Capdevila – O.López, Zelada, I.López, Rivas, Fretes |
| BRAZYLIA: Nélson – Pennaforte, Alemăo – Mica, Nesi, Dino I – Paschoal, Torteroli, Nilo, Coelho, Amaro              |
| Bramki: 1:0 I.López 56                                                                                             |

### Argentyna–Brazylia
| ARGENTYNA – BRAZYLIA 2:1 (1:1)                                                                                  |
| --- |
| 18 listopada 1923, Montevideo, Stadion das Parque Central (widzów 15 000)                                       |
| Sędzia: Miguel Barba                                                                                            |
| ARGENTYNA: Cancino – Bidoglio, Iribarren – Médici, Vaccaro, Solari – Loizo, De Miguel, Saruppo, Aguirre, Onzari |
| BRAZYLIA: Nélson – Pennaforte, Alemăo – Mica, Nesi, Soda – Paschoal, Zezé I, Nilo, Mário Seixas, Amaro          |
| Bramki: 1:0 Onzari 11, 1:1 Nilo 15, 2:1 Saruppo 76                                                              |

### Urugwaj–Brazylia
| URUGWAJ – BRAZYLIA 2:1 (0:0)                                                                           |
| --- |
| 25 listopada 1923, Montevideo, Stadion das Parque Central (widzów 20 000)                              |
| Sędzia: Servando Pérez, ( Scarone, Patrone)                                                            |
| URUGWAJ: Casella – Nasazzi, Uriarte – Andrade, Vidal, Ghierra – Pérez, Scarone, Cea, Petrone, Somma    |
| BRAZYLIA: Nélson – Pennaforte, Alemăo – Mica, Nesi, Soda – Paschoal, Zezé I, Nilo, Mário Seixas, Amaro |
| Bramki: 1:0 Petrone 56, 1:1 Nilo 59, 2:1 Cea 75                                                        |

### Urugwaj–Argentyna
| URUGWAJ – ARGENTYNA 2:0 (1:0)                                                                                     |
| --- |
| 2 grudnia 1923, Montevideo, Stadion das Parque Central (widzów 22 000)                                            |
| Sędzia: Antônio Carneiro de Campos, ( Hermógenes Fonseca, Torteroli)                                              |
| URUGWAJ: Casella – Nasazzi, Uriarte – Andrade, Vidal, Ghierra – Pérez, Scarone, Cea, Petrone, Somma               |
| ARGENTYNA: Tesoriere – Bidoglio, Iribarren – Médici, Vaccaro, Solari – Loizo, De Miguel, Saruppo, Aguirre, Onzari |
| Bramki: 1:0 Petrone 28, 2:0 Somma 88                                                                              |

## Podsumowanie

### Wyniki
Wszystkie mecze rozgrywano w Montevideo na stadionie Parque Central
| Argentyna | 4 – 3 (1-1) | Paragwaj  |
| Urugwaj   | 2 – 0 (1-0) | Paragwaj  |
| Paragwaj  | 1 – 0 (0-0) | Brazylia  |
| Argentyna | 2 – 1 (1-1) | Brazylia  |
| Urugwaj   | 2 – 1 (0-0) | Brazylia  |
| Urugwaj   | 2 – 0 (1-0) | Argentyna |

### Końcowa tabela
| Poz | Klub      | Mecze | Zw | Rem | Por | Pkt | BrZd | BrStr |
| --- | --------- | ----- | -- | --- | --- | --- | ---- | ----- |
| 1   | URUGWAJ   | 3     | 3  | 0   | 0   | 6   | 6    | 1     |
| 2   | ARGENTYNA | 3     | 2  | 0   | 1   | 4   | 6    | 6     |
| 3   | PARAGWAJ  | 3     | 1  | 0   | 2   | 2   | 4    | 6     |
| 4   | BRAZYLIA  | 3     | 0  | 0   | 3   | 0   | 2    | 5     |

Siódmym triumfatorem turnieju Copa América został po raz czwarty zespół Urugwaju, jednocześnie kwalifikując się na Igrzyska Olimpijskie, które wygrał.

### Strzelcy bramek
| Gole | Piłkarze                                                  |
| ---- | --------------------------------------------------------- |
| 3    | Aguirre Petrone                                           |
| 2    | Saruppo Nilo                                              |
| 1    | Onzari Fretes, I.López, Rivas, Zelada Cea, Scarone, Somma |

### Sędziowie
| Mecze | Sędziowie                                            |
| ----- | ---------------------------------------------------- |
| 3     | Servando Pérez                                       |
| 1     | Antônio Carneiro DE CAMPOS Miguel Barba Angel Minoli |